# Death Magic Doom
Death Magic Doom è il decimo album in studio della doom metal band svedese Candlemass, distribuito dalla Nuclear Blast dal 3 aprile 2009.

## Tracce
1. If I Ever Die - 4:54
2. Hammer Of Doom - 6:16
3. The Bleeding Baroness - 7:19
4. Demon Of The Deep - 5:21
5. House Of 1,000 Voices - 7:49
6. Dead Angel - 4:05
7. Clouds Of Dementia - 5:38
8. My Funeral Dreams - 6:05

## Formazione

### Gruppo
- Robert Lowe - voce
- Mats Mappe Björkman - chitarra
- Lars Johansson - chitarra
- Leif Edling - basso
- Jan Lindh - batteria

### Altri musicisti
- Stefan Fandén - piano giocattolo
- Carl Westholm - tastiere